# دوروثي باين ويتني
دوروثي باين ويتني (بالإنجليزية: Dorothy Payne Whitney)‏ هي ناشرة أمريكية، ولدت في 23 يناير 1887 في واشنطن العاصمة في الولايات المتحدة، وتوفيت في 15 ديسمبر 1968 في Dartington Hall ‏ في المملكة المتحدة.